# Premio World Soccer al mejor jugador joven del mundo
El Premio World Soccer al mejor jugador joven del mundo fue un galardón que concedía anualmente, desde 2005, la revista deportiva inglesa World Soccer, al mejor jugador joven de fútbol del año. El premio se concedía en función de las votaciones de los lectores de la revista, que valoraban los méritos de todos los jugadores menores de 23 años del mundo, tanto en las competiciones nacionales como internacionales.
El primer galardonado del premio fue el brasileño Robinho, quien superó en los votos al inglés Wayne Rooney y al argentino Lionel Messi, mientras que el último en ser premiado fue el también brasileño Neymar al quedar por delante del alemán Mario Götze y del belga Eden Hazard.
Asimismo, el jugador más laureado es el ya citado Lionel Messi, quien obtuvo el galardón en tres ocasiones.
La revista también concede anualmente los premios al mejor jugador, al mejor entrenador, al mejor equipo y al mejor árbitro. 

## Historial
| Año  | Primero                                | Primero | Segundo                                | Segundo | Tercero                                     | Tercero | Ref.  |
| ---- | -------------------------------------- | ------- | -------------------------------------- | ------- | ------------------------------------------- | ------- | ----- |
| Año  | Jugador                                | Votos   | Jugador                                | Votos   | Jugador                                     | Votos   | Ref.  |
| 2005 | Robinho (Real Madrid C. F.)            | 29,5%   | Wayne Rooney (Manchester United F. C.) | 28,0%   | Lionel Messi (F. C. Barcelona)              | 19,8%   | [ 1 ] |
| 2006 | Lionel Messi (F. C. Barcelona)         | 35,8%   | Cesc Fàbregas (Arsenal F. C.)          | 19,8%   | Cristiano Ronaldo (Manchester United F. C.) | 18,2%   | [ 2 ] |
| 2007 | Lionel Messi (F. C. Barcelona)         | 33,6%   | Cesc Fàbregas (Arsenal F. C.)          | 22,8%   | Cristiano Ronaldo (Manchester United F. C.) | 14,8%   | [ 3 ] |
| 2008 | Lionel Messi (F. C. Barcelona)         | 44,2%   | Sergio Agüero (Atlético de Madrid)     | 20,1%   | Karim Benzema (Olympique Lyonnais)          | 10,2%   | [ 4 ] |
| 2009 | Sergio Agüero (Atlético de Madrid)     | 45,1%   | Alexandre Pato (A. C. Milan)           | 25,2%   | Stevan Jovetić (A. C. F. Fiorentina)        | 9,8%    | [ 5 ] |
| 2010 | Thomas Müller (F. C. Bayern de Múnich) | 45,8%   | Mesut Özil (Real Madrid C. F.)         | 27,2%   | Gareth Bale (Tottenham Hotspur F. C.)       | 8,5%    | [ 6 ] |
| 2011 | Neymar (Santos F. C.)                  | 29,2%   | Mario Götze (B. V. Borussia)           | 26,2%   | Eden Hazard (Lille O. S. C.)                | 17,8%   | [ 7 ] |

## Palmarés
En caso de empate figura en primer lugar el que antes consiguiese el premio.
| Futbolista        | 1.º | 2.º | 3.º | Total |
| ----------------- | --- | --- | --- | ----- |
| Lionel Messi      | 3   | —   | 1   | 4     |
| Sergio Agüero     | 1   | 1   | —   | 2     |
| Robinho           | 1   | —   | —   | 1     |
| Thomas Müller     | 1   | —   | —   | 1     |
| Neymar            | 1   | —   | —   | 1     |
| Cesc Fàbregas     | —   | 2   | —   | 2     |
| Wayne Rooney      | —   | 1   | —   | 1     |
| Alexandre Pato    | —   | 1   | —   | 1     |
| Mesut Özil        | —   | 1   | —   | 1     |
| Mario Götze       | —   | 1   | —   | 1     |
| Cristiano Ronaldo | —   | —   | 2   | 2     |
| Karim Benzema     | —   | —   | 1   | 1     |
| Stevan Jovetić    | —   | —   | 1   | 1     |
| Gareth Bale       | —   | —   | 1   | 1     |
| Eden Hazard       | —   | —   | 1   | 1     |

| País       | 1.º | 2.º | 3.º | Total |
| ---------- | --- | --- | --- | ----- |
| Argentina  | 4   | 1   | 1   | 6     |
| Brasil     | 2   | 1   | —   | 3     |
| Alemania   | 1   | 2   | —   | 3     |
| España     | —   | 2   | —   | 2     |
| Inglaterra | —   | 1   | —   | 1     |
| Portugal   | —   | —   | 2   | 2     |
| Francia    | —   | —   | 1   | 1     |
| Montenegro | —   | —   | 1   | 1     |
| Gales      | —   | —   | 1   | 1     |
| Bélgica    | —   | —   | 1   | 1     |

| Club                    | 1.º | 2.º | 3.º | Total |
| ----------------------- | --- | --- | --- | ----- |
| F. C. Barcelona         | 3   | —   | 1   | 4     |
| Real Madrid C. F.       | 1   | 1   | —   | 2     |
| Atlético de Madrid      | 1   | 1   | —   | 2     |
| F. C. Bayern de Múnich  | 1   | —   | —   | 1     |
| Santos F. C.            | 1   | —   | —   | 1     |
| Manchester United F. C. | —   | 1   | 2   | 3     |
| Arsenal F. C.           | —   | 2   | —   | 2     |
| A. C. Milan             | —   | 1   | —   | 1     |
| B. V. Borussia          | —   | 1   | —   | 1     |
| Olympique Lyonnais      | —   | —   | 1   | 1     |
| A. C. F. Fiorentina     | —   | —   | 1   | 1     |
| Tottenham Hotspur F. C. | —   | —   | 1   | 1     |
| Lille O. S. C.          | —   | —   | 1   | 1     |